# Frank Appel

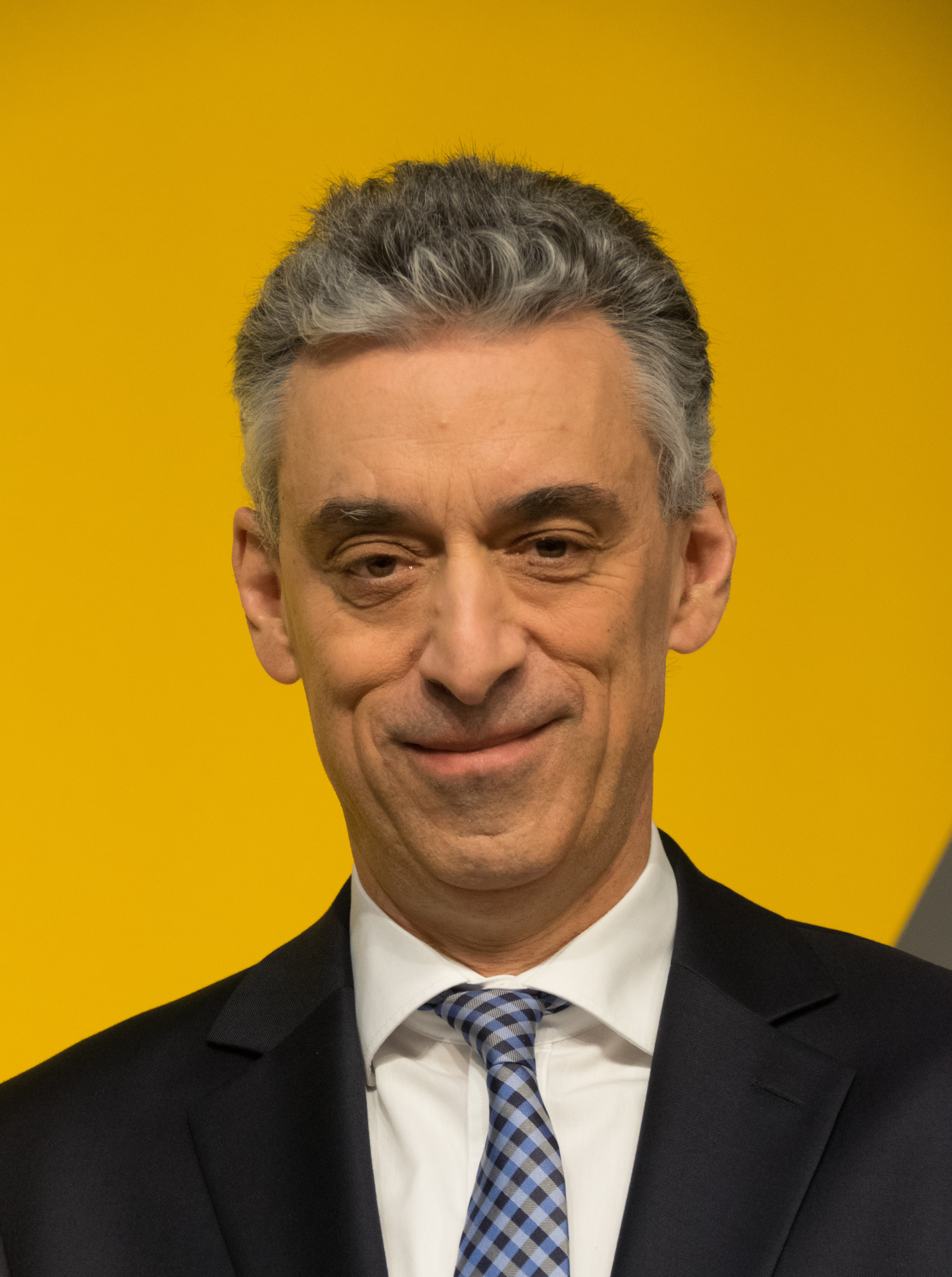
Frank Appel (2017)

Frank Burkhard Bernhard Appel (* 29. Juli 1961 in Hamburg) ist ein deutscher Manager. Er war ab 2002 Mitglied des Vorstands und seit Februar 2008 Vorstandsvorsitzender der Deutschen Post AG. Am 4. Mai 2023 schied er aus. Appel war Mitglied des Aufsichtsrats der Adidas AG. Er ist Mitglied des Senates der Max-Planck-Gesellschaft und seit April 2022 Vorsitzender des Aufsichtsrates der Deutschen Telekom.

## Herkunft und Studium (1961 bis 1993)
Frank Appel wuchs in Hamburg-Bergedorf auf. Laut Eigenangaben „ein klassisches Mittelstandskind, in einem Hamburger Neubauviertel, in einem Reihenhaus mit 90 Quadratmeter, da habe ich mir mit meinem Bruder 15 Jahre acht Quadratmeter geteilt“. Sein Vater war im Vertrieb einer Shampoofirma tätig, und sein erstes Geld verdiente er mit 16 Jahren in den Ferien durch Aufstellen und Auszeichnen von Kosmetikprodukten in Hamburger Geschäften. Nach dem Abitur 1981 am Gymnasium Lohbrügge und Grundwehrdienst bei der Luftwaffe im Bodendienst begann er 1983 mit 22 Jahren an der Universität München Chemie zu studieren. Das Studium schloss er 1989 als Diplom-Chemiker ab. 1993 promovierte er im Bereich Neurobiologie an der ETH Zürich zum Thema Importance of the immunoglobulin-like domains and the fibronectin type III homologous repeats of the neural cell adhesion molecule L1 for neurite outgrowth, cell body adhesion and signal transduction.
Frank Appel ist verheiratet, hat zwei Kinder und lebt in Königswinter bei Bonn.

## Karriere (1993 bis heute)
Ab 1993 arbeitete Frank Appel in einer deutschen Niederlassung des Unternehmensberaters McKinsey und wurde dort 1999 Mitglied der Geschäftsführung.
2000 wechselte er als Zentralbereichsleiter für die Konzernentwicklung zur Deutschen Post AG.
2002 wurde er in dem Konzern zum Vorstandsmitglied bestellt und verantwortete das Ressort Global Business Services, das globale Key-Account-Management Global Customer Solutions sowie die operative Führung des Konzernprogramms First Choice. 2005 organisierte er die Übernahme des britischen Logistikers Exel.
Nachdem der langjährige Postchef Klaus Zumwinkel im Februar 2008 seinen Rücktritt angeboten hatte, wurde Frank Appel am 18. Februar 2008 vom Aufsichtsrat einstimmig und mit sofortiger Wirkung zum neuen Vorstandsvorsitzenden der Post gewählt. Bereits vor den Steuervorwürfen gegen Klaus Zumwinkel wurde Appel als sein möglicher Nachfolger gehandelt. Er beerbte Zumwinkel auch als Aufsichtsratsvorsitzender der Postbank. Zum 31. Dezember 2010 legte Appel sein Aufsichtsratsmandat bei der Postbank nieder.
Als Vorstandsvorsitzender der Post verdiente Frank Appel im Jahr 2020 zehn Millionen Euro und war damit bestbezahlter CEO eines DAX-Unternehmens. Diesbezüglich behauptete er, dass sein Gehalt „letztlich vom Markt bestimmt“ werde. Im Jahr 2017 hatte er das 232-fache Einkommen eines normalen Postangestellten erhalten.
Am 9. Mai 2018 wurde Appel von der Hauptversammlung der Adidas AG in den Aufsichtsrat gewählt. Ein Jahr später schied er aus dem Aufsichtsrat wieder aus.
Auf der Hauptversammlung am 7. April 2022 wurde Appel bis 2026 in den Aufsichtsrat der Deutschen Telekom AG gewählt. Noch am selben Tag wurde er durch den Aufsichtsrat, als Nachfolger von Ulrich Lehner, zu dessen Vorsitzendem gewählt.
Frank Appel wurde am August 2023 als Mitglied des Verwaltungsrats in die Max-Planck-Gesellschaft aufgenommen und zum Juli 2024 zum Vizepräsidenten des Verwaltungsrats befördert.